# Ernesto Epstein
Ernesto Epstein (* 25. Oktober 1910 in Buenos Aires; † Januar 1997 ebenda) war ein argentinischer Pianist, Musikpädagoge und -schriftsteller.
Epstein wuchs in Deutschland auf und studierte Musikwissenschaft an der Humboldt-Universität in Berlin.
Seit 1941 gab er Vorlesungen am Colegio Libre de Estudios Superiores, ab 1954 war er Mitglied des Instituto de Arte Julio Payró, und seit 1966 unterrichtete er an der Universidad de Buenos Aires, wo er 1986 an der Facultad de Filosofía y Letras den Fachbereich Musik gründete. Mit Erwin Leuchter, Teodoro Fuchs, Guillermo Graetzer und Ljerko Spiller gründete er 1946 das Collegium Musicum. 1989 erhielt er den Premio Konex de Platino und das Diploma al Mérito der brasilianischen Kulturstiftung Fundación Konex. 1995 veröffentlichte er seine Memoiren (Memorias Musicales).
| Personendaten    | Personendaten                                              |
| ---------------- | ---------------------------------------------------------- |
| NAME             | Epstein, Ernesto                                           |
| KURZBESCHREIBUNG | argentinischer Pianist, Musikwissenschaftler und -pädagoge |
| GEBURTSDATUM     | 25. Oktober 1910                                           |
| GEBURTSORT       | Buenos Aires                                               |
| STERBEDATUM      | Januar 1997                                                |
| STERBEORT        | Buenos Aires                                               |